# یاکوبتشوویتسه ناد اودروو
یاکوبتشوویتسه ناد اودروو (به چکی: Jakubčovice nad Odrou) یک منطقهٔ مسکونی در جمهوری چک است که در ناحیه نووی ییتشین واقع شده‌است. یاکوبتشوویتسه ناد اودروو ۳٫۳٫۷ کیلومتر مربع مساحت و ۶۷۳ نفر جمعیت دارد و ۳۱۴ متر بالاتر از سطح دریا واقع شده‌است.